# Bielidży (wieś)
Bielidży (ros. Белиджи) – wieś w Rosji, w Dagestanie, w rejonie derbenckim. W 2010 liczyła 4282 mieszkańców, głównie Azerów.